# Syndrom Snopp
Syndrom Snopp je již neaktivní česká hiphopová skupina především MC Gipsyho a DJ Smoga.

## Historie
V roce 1994 se Radek „Gipsy“ Banga rozhodl opustit uskupení Twins, kde spolupracoval se svým bratrem Patrikem Bangou. Vznikla tak teenagerovská skupina Kalo Rikonos, jejíž složení se ustálilo právě na obou bratrech. Její první skladba se nazývala Syndrom Snopp a skupina se v ní silně vymezovala proti rasismu. V roce 1996 se Gipsy seznámil s DJ Smogem z Chaozzu, který se pro nesouhlas se směřováním skupiny rozhodl odejít a společně s Gipsym vytvořili projekt Syndrom Snopp. V roce 1997 začali připravovat své debutové album.
Skupina Syndrom Snopp se díky spojení dvou rapperů romského a neromského původu postavila proti rasismu, fašismu a užívání drog, ale i proti zneužívání marihuany ke kouření, což působilo v hiphopové komunitě poněkud kontroverzně. Během nahrávání debutového alba měl ale Gipsy problémy a díky složité situaci skončil na ulici. V tomto přívalu emocí pak napsal zásadní texty jako Odpočívej v klidu nebo Kriminál. Téměř hotová deska tak byla znovu celá přepsána a skladby změněny. Deska vyšla pod vlastním vydavatelstvím Paranormalz v zimě 1997 a do prodeje se dostala na jaře.
Deska vyvolala kontroverzní reakce, především skladba „Fak se nediv“ o Romovi uprostřed české rasistické společnosti vyvolala v některých posluchačích pocit, že jde vlastně o obrácený rasismus. Kontroverze ale přispěla k tomu, že se bez jakékoliv reklamní kampaně prodalo na 3000 kusů desky.
Potom se cesty obou členů na nějakou dobu rozešly, ale po několika letech spolu ještě s Christosem, Frangosem a Tchybo připravili další album Syndrom Snopp II: Syndrom separace, které vyšlo po třech letech náročné práce v roce 2001. Také toto album provázela kritika, ale Syndrom Snopp své kvality obhájil. Album zaměřené na kritiku užívání drog neodpovídalo zaběhlým formátům hiphopových alb a přinášelo hip hop s mezi-žánrovými přesahy do techna, filmové hudby, trip-hopu a ambientu, a po koncepční stránce bylo vystavěno podobně jako film, plné dějů a zvratů.
Deska skupině přinesla velký zájem o živé koncerty napříč celou republikou a skupina se tak dostala mezi nejžádanější hiphopové interprety v Česku. Mezitím však stále vznikaly i kontroverzní recence a ozývala se jak pozitivní, tak především z pražské scény negativní kritika. Když potom kritika ustala, přišla skupina v roce 2003 se svým třetím albem „3.0,“ které už sklízelo vesměs pouze úspěch.
To už se Gipsy začal věnovat více i svým sólovým projektům. V roce 2006 ještě vyšlo kompilační album Syndromu Snoppu s názvem ReLoaded. Album bylo připomínkou dosavadní tvorby a obsahovalo 12 už vydaných a 9 dosud nevydaných písní. Od té doby je kapela přes několik pokusů o oživení nečinná.

## Diskografie
- Syndrom Snopp (1997)
- Syndrom Snopp II: Syndrom separace (2001)
- Syndrom Snopp 3.0 (2003)
- Syndrom Snopp ReLoaded (2006)